# Geograf

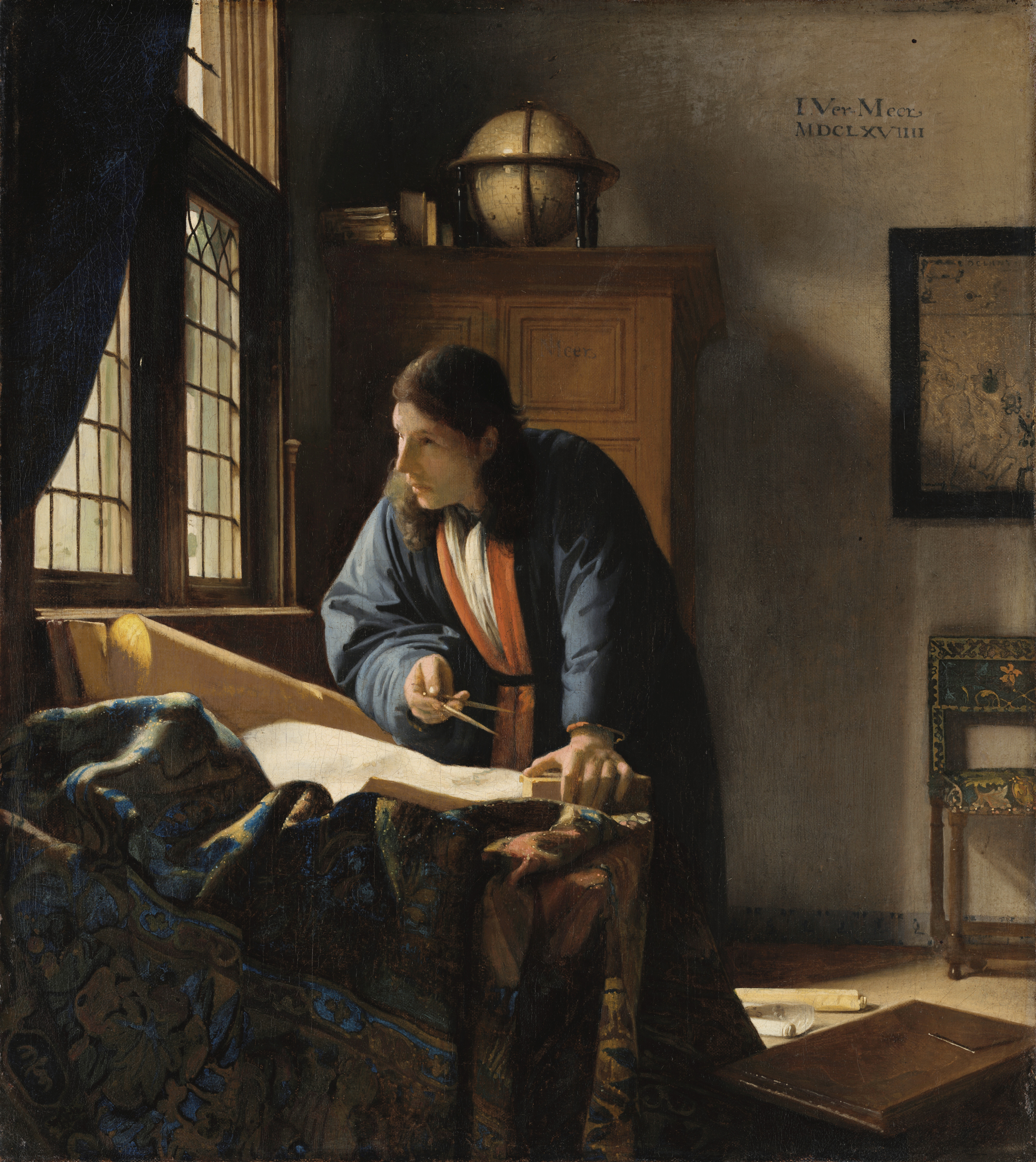
Geograful de Johannes Vermeer

Un geograf este un om de știință al cărui obiect de studiu îl reprezintă geografia, cercetarea mediului fizic al Pământului și a habitatelor umane.
Deși geografii au fost deseori considerați oameni care fac hărți, realizarea acestora face de fapt obiectul cartografiei, o ramură a geografiei. Geografii studiază nu numai detaliile fizice ale mediului dar și impactul lor asupra omului, problemelor climatice, economiei și culturii. Ei sunt deseori preocupați de relațiile spațiale dintre aceste elemente.
Geografii fizici identifică, analizează și interpretează distribuția și structura formelor de relief și al altor elemente de la suprafața Pământului. Geografii moderni sunt adesea implicați în rezolvarea problemelor de mediu, environmentaliști. Foarte mulți dintre acești geografi moderni sunt practicanți ai sistemelor informaționale geografice (GIS/SIG)și ai cartografiei computerizate.

### Arii de studiu
- Geografie fizică - cuprinde:

Geomorfologie, Climatologie, Hidrologie, Oceanografie Glaciologie,  Pedologie, Biogeografie și Geografie de mediu.
- Geografie umană - cuprinde:

Geografie urbană, Geografie culturală, Geografie economică, Geografie politică, Geografie istorică, Geografia transporturilor, Geografia sănătății, Geografie socială și Geografie mentală.
- În timp ce există și alte numeroase arii de studiu în cadrul geografiei, o importanță deosebită este acordată aspectelor sociale și umane ale mediului natural. Un exemplu în acest sens îl constituie Hazardele naturale, unde, nu numai aspectele geofizice sunt studiate în detaliu, ci și aspectele umane.

## Istoric al profesiei
Originile geografiei ca disciplină științifică pot fi urmărite până în Grecia Antică. Eratostene (276-194 î.Hr.) este considerat părintele geografiei, introducând termenul de "geographia" și realizând prima măsurătoare relativ precisă a circumferinței Pământului. Alte contribuții importante în Antichitate le-au adus Strabon, cu lucrarea sa "Geographica" (secolul I î.Hr.), și Ptolemeu, cu "Geographia" (secolul II d.Hr.), care a influențat cartografia până în Renaștere.
În perioada medievală, geografii din lumea islamică precum Al-Idrisi și Ibn Battuta au extins cunoașterea geografică prin călătorii extensive și cartografiere. Renașterea și Epoca Marilor Descoperiri Geografice au adus un nou impuls profesiei, cu exploratori precum Marco Polo, Cristofor Columb și Ferdinand Magellan care au contribuit substanțial la cunoașterea lumii.
Geografia modernă a fost fondată în secolul XIX de Alexander von Humboldt și Carl Ritter, care au pus bazele geografiei ca disciplină academică. Humboldt a adus o abordare holistică, studiind interconexiunile dintre fenomenele fizice, în timp ce Ritter a accentuat relațiile dintre mediul fizic și societatea umană.

## Metodologia de cercetare
Geografii utilizează diverse metode de cercetare, în funcție de subspecializare și obiectivele studiului:
- Observația de teren - colectarea directă a datelor prin măsurători și observații în mediul natural sau urban
- Teledetecția - utilizarea imaginilor satelitare și aeriene pentru analiza suprafeței terestre
- Cartografierea - reprezentarea spațială a fenomenelor geografice
- Analiza spațială - examinarea modelelor de distribuție a fenomenelor în spațiu
- Modelarea digitală - crearea de modele computaționale pentru simularea proceselor geografice
- Metode cantitative - statistică spațială, analiză de regresie geografică, geostatistică
- Metode calitative - interviuri, focus grupuri, studii etnografice (în special în geografia umană)
- Sisteme Informaționale Geografice (GIS) - integrarea, analiza și vizualizarea datelor spațiale[4]

## Geografi români remarcabili
România are o tradiție bogată în domeniul geografiei, cu personalități care au adus contribuții importante la nivel național și internațional:
- Simion Mehedinți (1868-1962) - considerat fondatorul școlii geografice românești moderne, autor al lucrării fundamentale "Terra. Introducere în geografie ca știință"
- George Vâlsan (1885-1935) - geomorfolog, primul profesor de geografie la Universitatea din Cluj
- Vintilă Mihăilescu (1890-1978) - geograf și geomorfolog, a condus Institutul de Geografie al Academiei Române
- Victor Tufescu (1908-2000) - specialist în geografia fizică a României
- Ion Conea (1902-1974) - geograf, toponimist și geopolitician
- Grigore Posea (1928-2020) - specialist în geomorfologie, autor al unor lucrări fundamentale despre relieful României
- Vasile Cucu (1923-2014) - geograf economic și de populație[5]

## Aplicații practice ale geografiei în secolul XXI
În era contemporană, profesia de geograf oferă aplicații practice esențiale în numeroase domenii:
- Planificare teritorială și urbanism - analiza pattern-urilor de dezvoltare spațială și elaborarea strategiilor de dezvoltare durabilă
- Managementul resurselor naturale - evaluarea și monitorizarea resurselor de apă, sol, vegetație
- Evaluarea riscurilor naturale - identificarea, cartarea și analiza zonelor vulnerabile la dezastre naturale (inundații, alunecări de teren, cutremure)
- Analiză de localizare - determinarea amplasamentelor optime pentru diverse facilități (comerciale, servicii, infrastructură)
- Logistică și transporturi - optimizarea rețelelor de transport și distribuție
- Sănătate publică - cartarea epidemiilor, analiza accesului la servicii medicale
- Agricultură de precizie - utilizarea datelor geografice pentru optimizarea producției agricole
- Schimbări climatice - modelarea impactului și dezvoltarea strategiilor de adaptare și atenuare
- Conservarea biodiversității - identificarea habitatelor critice și a coridoarelor ecologice[6]

## Calificări și formare profesională
Formarea unui geograf modern necesită educație specializată și dezvoltarea unor competențe specifice:

### Educație
- Studii universitare - licență în geografie, geologie, științele mediului sau domenii conexe
- Studii postuniversitare - master și doctorat pentru specializare în subdiscipline geografice
- Formare continuă - cursuri și certificări în tehnologii și metodologii avansate (GIS, teledetecție, modelare spațială)

### Competențe
- Analitice - interpretarea datelor spațiale și identificarea pattern-urilor geografice
- Tehnice - utilizarea software-urilor specializate (ArcGIS, QGIS, ERDAS Imagine, etc.)
- Comunicare - prezentarea rezultatelor cercetării într-un mod accesibil diverselor audiențe
- Interdisciplinaritate - capacitatea de a integra cunoștințe din domenii conexe (ecologie, sociologie, economie, informatică)
- Cercetare - proiectarea și implementarea metodologiilor de studiu geografic[7]

## Organizații profesionale
La nivel național și internațional, geografii sunt organizați în asociații profesionale care promovează cercetarea, educația și aplicațiile practice ale geografiei:

### Organizații internaționale
- Uniunea Geografică Internațională (IGU) - principala organizație mondială a geografilor
- Asociația Geografilor Americani (AAG) - una dintre cele mai mari organizații de profil
- Societatea Regală de Geografie (RGS) - prestigioasă societate geografică din Marea Britanie
- Societatea Națională de Geografie (National Geographic Society) - organizație dedicată explorării și conservării

### Organizații naționale din România
- Societatea de Geografie din România - fondată în 1875, una dintre cele mai vechi societăți științifice din țară
- Asociația Profesională a Geografilor din România
- Asociația Română de Geomorfologie[8]

## Provocări contemporane pentru geografi
Geografii contemporani se confruntă cu multiple provocări în contextul schimbărilor globale rapide:
- Schimbările climatice - analizarea impactului și dezvoltarea strategiilor de adaptare
- Urbanizarea accelerată - studierea dinamicii așezărilor umane și a sustenabilității urbane
- Degradarea mediului - monitorizarea și combaterea pierderii biodiversității și a resurselor naturale
- Inegalitățile spațiale - analizarea disparităților regionale în dezvoltare și accesul la resurse
- Revoluția datelor - gestionarea volumelor mari de date spațiale și dezvoltarea metodologiilor adecvate
- Globalizarea - studierea fluxurilor globale de oameni, bunuri, capital și informații
- Interdisciplinaritatea - integrarea perspectivelor și metodelor din diverse domenii științifice[9]

## Perspective de carieră
Profesia de geograf oferă numeroase oportunități de carieră în diverse sectoare:
- Cercetare și educație - universități, institute de cercetare, muzee
- Administrație publică - ministere, agenții de mediu, autorități locale
- Planificare și dezvoltare teritorială - agenții de urbanism, firme de consultanță
- Cartografie și GIS - companii de cartografie, furnizori de servicii și software GIS
- Mediu și conservare - organizații de protecție a mediului, parcuri naționale, rezervații naturale
- Gestionarea riscurilor naturale - agenții de protecție civilă, companii de asigurări
- Consultanță în afaceri - analiză de localizare, geomarketing, dezvoltare imobiliară
- Turism - dezvoltare și promovare turistică, ecoturism[10]